# I Can't Live with You
"I Can't Live with You" är en låt av det brittiska rockbandet Queen, utgiven 1991 på albumet Innuendo. Låten skrevs av gitarristen Brian May, men tillskrivs hela bandet, och släpptes som promosingel 1991.

## Medverkande
- Freddie Mercury - sång och bakgrundssång
- Brian May - gitarr, keyboard, bakgrundssång, programmering
- Roger Taylor - trummor, bakgrundssång
- John Deacon - elbas
- David Richards - keyboard